# Yoshimura Yuzuru
Yoshimura Yuzuru (sinh ngày 21 tháng 5 năm 1996) là một cầu thủ bóng đá người Nhật Bản.

## Sự nghiệp câu lạc bộ
Yoshimura Yuzuru hiện đang chơi cho AC Nagano Parceiro.